# Max von Stetten

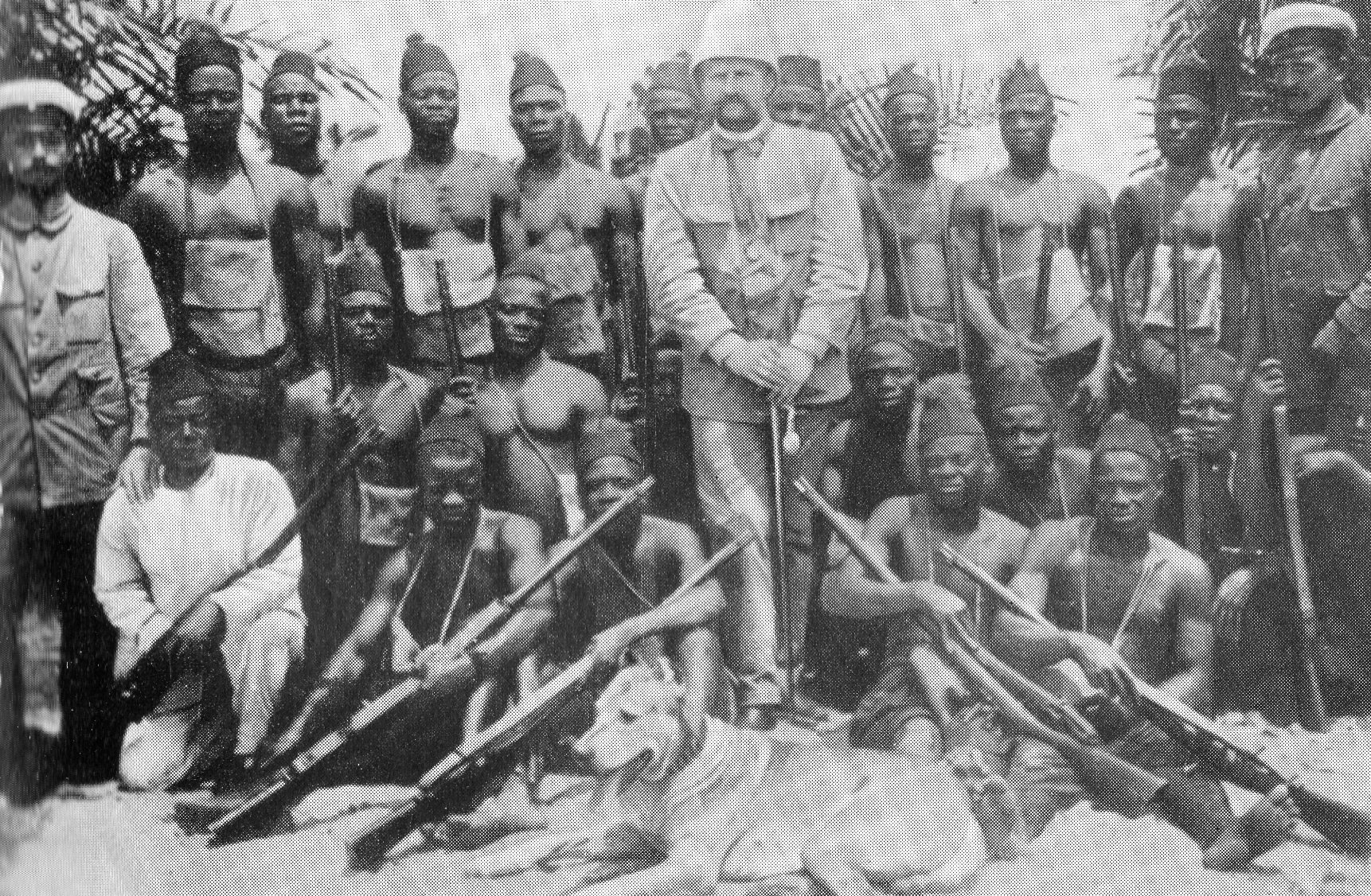
Leutnant Max von Stetten und Angehörige der Polizeitruppe Kamerun um 1894

Maximilian (Max) von Stetten (* 26. Mai 1860 in Nürnberg; † 24. Februar 1925 in München) war ein deutscher Offizier, Kommandeur der Kaiserlichen Schutztruppe für Kamerun und Afrikaforscher.

## Leben
Max war der Sohn des bayerischen Majors und Kammerjunkers Friedrich von Stetten († 1881).

### Bayerische Armee
Er besuchte die Kadettenanstalt in München und trat 1877 als Portepeefähnrich in das 3. Chevaulegers-Regiment „Herzog Maximilian“ der Bayerischen Armee ein. 1879 wurde er Sekondeleutnant. Am 11. Mai 1891 wurde ihm als Premierleutnant mit Pension und der Erlaubnis zum Tragen der Uniform seines Regiments der Abschied bewilligt. Er trat daraufhin in den Dienst des Auswärtigen Amtes, wurde zur Dienstleistung beim Gouvernement von Kamerun kommandiert und erhielt 1893 den Charakter als Rittmeister à la suite. Am 8. Juli 1894 folgte seine Zuteilung zur Schutztruppe Kamerun unter gleichzeitiger Ernennung zum Kommandeur.

### Kamerun
1891 brachen Stetten und Karl von Gravenreuth, der „Löwe von Afrika“, zu militärischen Expeditionen gegen die Abo und Bakwiri westlich von Duala und in der Gegend des vulkanischen Kamerunbergs auf. Mit diesem Symbolschlag wollten die Deutschen vor allem ihren Machtanspruch untermauern und die einheimischen Bakwiri und Buea einschüchtern. Bei der Erstürmung des Bakwiridorfes Buea, das 1901 Hauptsitz der Regierung werden sollte, fiel das mitgeführte Maximgeschütz wegen Ladehemmung aus; auch die Bedienung wurde verwundet. Im Durcheinander fiel Hauptmann Gravenreuth, und Oberleutnant Stetten, zu diesem Zeitpunkt zweiter Offizier, wurde schwer verwundet. Folglich musste Hauptmann Hans von Ramsay, Artillerieoffizier aus dem westpreußischen Tinwalde, die Expedition übernehmen. Das eigentliche kolonialpolitische Ziel, das Erreichen des Ubangi, konnte zu diesem Zeitpunkt nicht mehr erfüllt werden, da die für die Expedition angesetzten 400.000 Mark fast aufgebraucht und die meisten der eingesetzten einheimischen Träger aufgrund von Kampfhandlungen und Strapazen bereits umgekommen waren. Schließlich erklärte der Bismarck-Nachfolger Leo von Caprivi das Unternehmen telegrafisch für beendet. Zwar schafften es die Deutschen noch rechtzeitig, sich durch Verträge mit lokalen Machthabern einen Großteil Nordkameruns zu sichern, vom Plan, von Kamerun nach Zentralafrika vorzustoßen und sich dort auszubreiten, musste jedoch abgerückt werden, da die von Norden und Osten nach Mittelkamerun vorrückenden Franzosen in der Zwischenzeit deutlich an Einfluss dazugewinnen konnten. Dr. Preuß, damals Leiter des Botanischen Gartens der Regierungsstation Victoria, führte die Reste der Expeditionstruppe an die Küste zurück.
Im Juli 1891 führte er außerdem gemeinsam mit Leutnant Krause die erste Expedition gegen die Bakoko-Gemeinde an.
1892 wurde Stetten zum Führer der Polizeitruppe in Kamerun ernannt.
Ende März 1893 führte er im Auftrag des Auswärtigen Amtes die Kamerun-Hinterland-Expedition in den noch unerschlossenen nördlichen Teil des Schutzgebietes durch und gelangte über Balinga, Sanserni-Tibati, Banjo und Kontcha bis nach Yola am Benuë. Dies war die letzte Expedition des Deutschen ins Landesinnere von Kamerun.
Am 8. August 1894 wurde Stetten zum Kommandeur der Schutztruppe in Kamerun ernannt. 1894 führte Stetten eine Strafexpedition gegen die Bakwiri, die sich weigerten, ihren Boden an die Faktoreien abzutreten. Seine Begleiter waren Preuß und Leutnant Hans Dominik. Nachdem der Stammesführer Dschagga gefallen war, unterwarfen sich die Bakwiri. Dadurch konnte die Pflanzungsarbeit am Kamerunberg beginnen. Die Gebeine des 1891 gefallenen Hauptmanns Gravenreuth wurden geborgen und anschließend unter seinem Denkmal in Duala beigesetzt.
Stettens ausführliche Reiseberichte wurden 1895 im Deutschen Kolonialblatt veröffentlicht und stellen noch heute eine wertvolle Quelle zur Ethnographie und Geschichte Zentralkameruns dar. Mit der Umwandlung der Polizeitruppe in eine militärische strukturierte Schutztruppe wurde Stetten deren erster Kommandeur. Mit ihr unternahm er, begleitet von den Leutnants Dominik und Stein, im März und April 1895 eine Expedition gegen die Bakoko am unteren Sanaga und Kwakwa-Creek. Grund für diesen Vorstoß war, die Einheimischen für einen vorher stattgefundenen Überfall auf Leutnant Dominik zu bestrafen und die Handelsstraße Edea–Jaunde zu öffnen. Obwohl Dominiks Kompanie überwiegend aus kampferprobten und expeditionserfahrenen Wey- und Sierra Leone-Soldaten bestand, hatte sie innerhalb weniger Wochen 37 Tote und Verwundete zu beklagen. Die meisten Verluste entstanden bei der Erstürmung feindlicher Dörfer. Am 29. April wurde Jaunde, das Hauptziel der Expedition, erreicht, und Dominik durch Stetten zum Stationschef ernannt. Als Stetten während seines Besuchs bei Häuptling Dandugo Gewehre und Munition gestohlen wurden und die Einheimischen sich weigerten, die Gegenstände zurückzugeben, rüstete Stetten zur Strafexpedition. Bei dieser vom 10. bis zum 26. Juli 1895 andauernden Aktion konnten die Wute unterworfen und die Ausrüstungsgegenstände wiedererlangt werden.
Nach persönlichen Differenzen mit Gouverneur Jesko von Puttkamer trat Stetten am 6. August 1896 von seinem Kommando zurück und schied mit der gesetzlichen Pension aus der Schutztruppe aus.

### Weiterer Werdegang
Nach seiner Rückkehr nach Deutschland wurde Stetten Hofgestütsdirektor in Bergstetten, erhielt 1909 den Charakter als Major und war ab 1913 königlich bayerischer Hofstallmeister bzw. Oberstallmeister des Hofmarstalls in München. Im Juli 1924 trat er in den Ruhestand. Für seine Verdienste war Stetten 1911 mit dem Ehrenkreuz des Verdienstordens vom Heiligen Michael ausgezeichnet worden.